# Kscope
 (avril 2015).
Si vous disposez d'ouvrages ou d'articles de référence ou si vous connaissez des sites web de qualité traitant du thème abordé ici, merci de compléter l'article en donnant les références utiles à sa vérifiabilité et en les liant à la section « Notes et références ».
Kscope est une division du label indépendant anglais Snapper Music, orientée vers la scène progressive contemporaine et émergente. Depuis sa création en avril 2008, le label a signé des contrats avec 29 artistes et groupes.

## Histoire
Vers la fin des années 1990, Snapper Music, label parent de Kscope, était concentré sur la sortie de plusieurs rééditions d'albums. Toutefois, c'est le guitariste et chanteur Steven Wilson, membre de Porcupine Tree - ayant signé un contrat avec la maison de disque - qui proposa la création d'une division du label qui produirait uniquement de la nouvelle musique. L'idée fut acceptée et le véritable premier album paru sous l'étiquette Kscope fut donc Stupid Dream de Porcupine Tree, en 1999. Après la sortie de deux albums du groupe, la division Kscope s'éteignit temporairement en 2001. Cependant, quelques années plus tard, Wilson proposa de nouveau à Snapper Music de remettre sur pied le sous-label, ce qui fut réalisé en 2008. Depuis, Kscope est considéré comme un pilier de la nouvelle vague de musique progressive. 

## Artistes
- Amplifier
- Anathema
- Anekdoten
- Blackfield
- Bruce Soord with Jonas Renkse
- Engineers
- Gavin Harrison & 05Ric
- Gazpacho
- Henry Fool
- Iamthemorning
- Ian Anderson
- Katatonia
- Klone[3]
- Leafblade
- Lunatic Soul
- Mothlite
- No-Man
- Nordic Giants
- North Atlantic Oscillation
- Nosound
- Porcupine Tree
- Richard Barbieri
- Sand
- Se Delan
- Steve Hogarth & Richard Barbieri
- Steven Wilson
- Sweet Billy Pilgrim
- TesseracT
- The Pineapple Thief
- The Receiver
- Ulver